# Boophis idae
A Boophis idae a kétéltűek (Amphibia) osztályába, a békák (Anura) rendjébe és az aranybékafélék (Mantellidae) családjába tartozó faj. Nevét Ida Pfeiffer osztrák utazó tiszteletére kapta.

## Előfordulása
A faj Madagaszkár endemikus faja. Nagy számban él a sziget keleti párás síkságain és hegyein Nosy Borahától Ivohibéig 900–1100 m-es magasságban. Kedveli a mocsarakat, lápokat és az ember által is használt párás élőhelyeket.

## Megjelenése
Közepes termetű békafaj. A hímek testhossza 29–36 mm, a nőstényekéről nincs feljegyzés. A hímeknek pigment nélküli hüvelykvánkosuk és enyhén nyújtható hanghólyagjuk van. Háti bőre sima, a párzó hímeknél enyhén szemcsézett lehet. Háta szürkésbarna, sárgásbarna vagy sötétbarna, gyakran apró, zölddel szegélyezett fekete pettyekkel. Oldalán feltűnő, feketével szegélyezett fehéres, sárgás vagy türkiz pettyek láthatók. Combjának hátsó fele barnás. Végtagjain szabálytalan barna keresztsávok találhatók. Ujjainak és lábujjainak korongjai narancs színűek. Torka sárga, hasa fehér, írisze narancs-barna. Hátának bőre finoman szemcsézett.